# SN 2006di
SN 2006di – supernowa typu Ia odkryta 24 czerwca 2006 roku w galaktyce NGC 439. W momencie odkrycia miała maksymalną jasność 16,10m.